# Фјодор Чалов
Фјодор Николајевич Чалов (рус. Фёдор Николаевич Чалов; Москва, 10. април 1998) је руски фудбалер који тренутно наступа за ЦСКА из Москве. Игра на позицији нападача.

## Успеси
ЦСКА Москва
- Куп Русије (1) : 2022/23.[6]
- Суперкуп Русије (1) : 2018/19,[7] (финале: 2016,[8] 2023)[9]

Појединачни
- Најбољи стрелац Премијер лиге Русије: 2018/19.[10]
- Награда Прва петорка за најбољег младог руског фудбалера: 2017.[11]
- Играч месеца у Премијер лиги Русије: април-мај 2018,[12] октобар 2018,[13] мај 2019.[14]
- Међу 33 најбољих фудбалера Премијер лиге Русије: 2017/18,[15] 2018/19,[16] 2022/23.[17]
- Фудбалски џентлмен године у Русији: 2023.[18]